# Deklination (astronomi)
 For alternative betydninger, se Deklination. (Se også artikler, som begynder med Deklination)
Ved et himmellegemes deklination forstår man i astronomi den ene af to vinkelkoordinater, som bruges til at fastlægge dets position på himmelkuglen, nemlig himmellegemets vinkelafstand fra himlens ækvator.:10 :252 :80-81 
Deklinationen betegnes universelt med δ (delta) og er +90° ved himlens nordpol, -90° ved himlens sydpol, og for objekter på himlens ækvator er δ = 0°. Deklinationer angives oftest i sexagesimale enheder (grader (°), bueminutter (′) og buesekunder (″)), men kan også omregnes til decimaltal. Deklinationen svarer til breddegraden  φ, som i geografi benyttes til positionsangivelse. Den anden vinkelkoordinat er rektascensionen α (alfa), der svarer til geografisk længde.
På grund af jordaksens præcessionsbevægelse og stjernernes egenbevægelse ænder deklination (og rektascension) sig med tiden.
Ved forårsjævndøgn er Solens koordinater (α, δ) = (0h, 0°). Deklinationen δ vokser til +23° 27′ ved sommersolhverv, hvorefter den aftager via 0° ved efterårsjævndøgn til -23° 27′ ved vintersolhverv.

## Storcirkler og lillecirkler
Et tænkt plan, som går gennem iagttagerens øje, skærer himmelkuglen i en storcirkel. Horisonten, himlens ækvator, meridianen, ekliptika og den galaktiske ækvator er storcirkler. Hvis planet er parallelt med himlens ækvator, men ikke går gennem centrum, skærer det himmelkuglen i en lillecirkel, som betegnes en deklinationskreds; den svarer til breddecirkler på et landkort eller en globus. Punkter på en lillecirkel har samme deklination.

## Etymologi
Betegnelsen deklination er afledt af den latinske, declinatio, der kan oversættes til afbøjning eller afvigelse, nemlig stjernens afvigelse i gradmål fra himlens ækvator. At deklinere betyder jo at gradbøje.